# Окубо, Кото
Кото Окубо (яп. 大久保 琴 О:кубо Кото, 24 декабря 1897, Токио — 12 января 2013, Кавасаки) — японская долгожительница. С 17 декабря 2012 года, после смерти американо-итальянской долгожительницы Дины Манфредини, являлась самой пожилой женщиной Земли и вторым человеком по возрасту в мире, уступая только своему соотечественнику Дзироэмону Кимуре, родившемуся на 249 дней раньше. Вместе с самым пожилым мужчиной Японии, Кото Окубо также являлась одним из двух последних оставшихся человек 1897 года рождения.
С 2 декабря 2011 года, после смерти Тиёно Хасэгавы, стала старейшей женщиной Японии и всей Азии, однако известно об этом стало только 16 сентября 2012 года, до этого старейшей жительницей страны считалась Мисао Окава, родившаяся 5 марта 1898 года.
16 декабря 2012 года Кото Окубо вошла в число тридцати старейших людей мира, живших когда-либо, потеснив ещё одну свою соотечественницу Каму Тинэн. А уже на следующий день 17 декабря 2012 года стала старейшей женщиной мира. Впервые за шесть лет уступив всецелое первенство мужчине.
24 декабря 2012 года стала 29-м человеком в истории, встретившим 115-летие.
В последние годы жизни, старейшая женщина Японии проживала в одном из домов престарелых страны вместе со своим сыном.
Кото Окубо скончалась 12 января 2013 года в городе Кавасаки в возрасте 115 лет и 19 дней. После её смерти, старейшей женщиной планеты стала японка Мисао Окава. Кото Окубо была последней женщиной, родившейся в 1897 году.